# Salticus sedulus
Salticus sedulus är en spindelart som beskrevs av John Blackwall 1865. Salticus sedulus ingår i släktet Salticus och familjen hoppspindlar. Inga underarter finns listade i Catalogue of Life.